# Catastrofuk
„Catastrofuk“ je píseň velšského hudebníka, skladatele a producenta Johna Calea.

## Podrobnosti
Poprvé jí zahrál dne 26. června 2008 při koncertu v sále Carling Academy v anglickém Oxfordu. V jeho koncertních setlistech zůstala po mnoho dalších let. Původně nesla název „Catastrophic“. Její studiová verze byla vydána až v září roku 2011 na EP nazvaném Extra Playful. V říjnu téhož roku byl představen videoklip k této písni. Jeho režisérkou byla hudebníkova dcera Eden Caleová. Cale ve videu chodí ve skafandru na cizí planetě; mimo něj v něm vystupují ještě tři děti při čajovém dýchánku. Ve studiové verzi je píseň v rychlém tempu a začíná nejprve hrou na akustickou kytaru, postupně se přidává fuzz basa doplněná o krátká sóla na elektrickou kytaru, občasně se zde vyskytuje i klavír, ale hlavně různé elektronické smyčky. Pojednává o tom, že se občas různé věci vymknou kontrole. Dne 21. dubna 2012, u příležitosti Record Store Day – dne, kdy jsou vydávána raritní vinylová alba na podporu nezávislým prodejcům, vyšlo album Extra Playful: Transitions obsahující remixy několika skladeb z tohoto EP. Autorem remixu písně „Catastrofuk“ je zde německý hudebník Alva Noto.